# Tija de selló

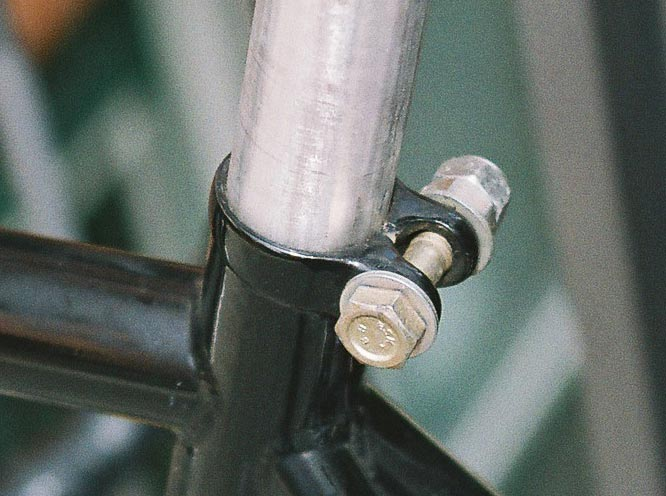
Tija d'alumini amb cargol pressor

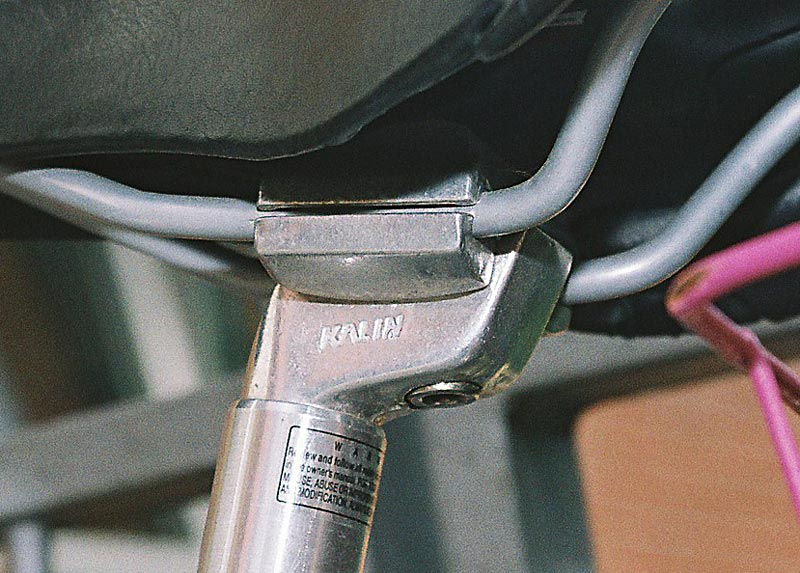
Mordassa per testa mossega-varetes

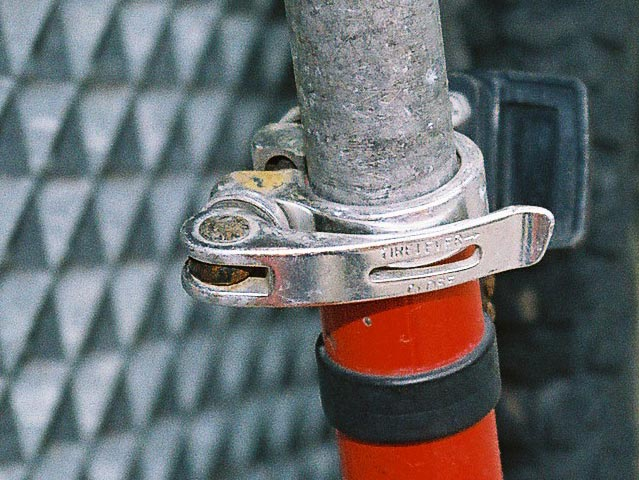
Tija d'alumini amb palanca d'alliberament

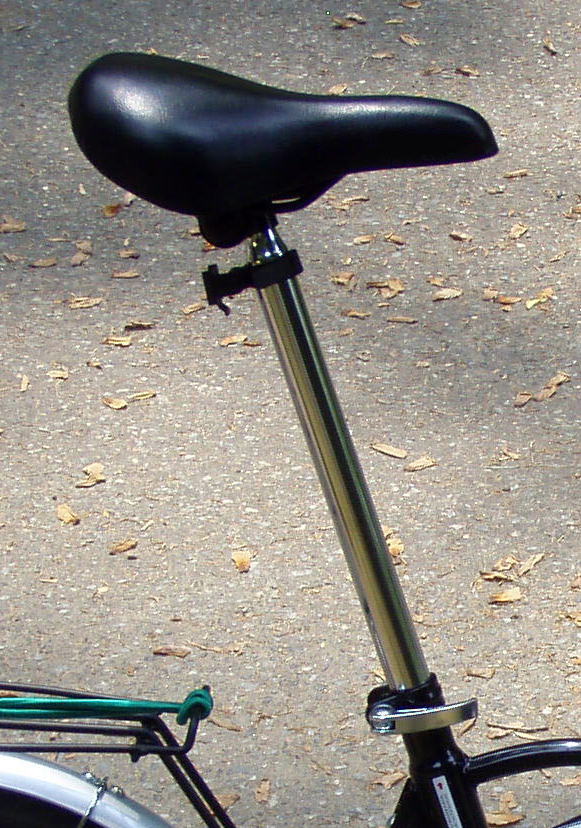
Tija de bicicleta plegable.

Una tija de selló o tija de sellí, és un tub generalment d'alumini o d'acer que uneix el sellí de la bicicleta amb el quadre d'aquesta.

## Descripció
Actualment la part superior que s'enganxa amb el sellí és pràcticament estàndard. Empra un sistema basat en una subjecció de mordassa sobre les varetes paral·leles de subjecció del sellí. Aquesta mordassa, pot anar collada per testa a la punta de la tija o subjectada amb una abraçadora (ambdós sistemes permeten canviar la inclinació). Hi ha l'excepció de les bicicletes de nens petits o d'adults de baixa qualitat en les que la connexió pot ser diferent.
La majoria de les tiges de bicicleta solen portar una marca consistent en una fila de petites línies verticals que indiquen el límit d'altura que pot assolir. Si se sobrepassa aquest límit es corre el risc que la llargària de suport sigui insuficient amb la possibilitat que es doblegui o trenqui, i pugui ocasionar una caiguda de la bicicleta.
Es pot instal·lar una mordassa d'alliberament ràpid, per ajustar el seient, però llavors és recomanable endur-se el seient quan es lligui la bicicleta al carrer, ja que fa el seient fàcil de sostraure.

## Tipus
Hi ha molts diàmetres diferents fins i tot dins d'un mateix fabricant que solen anar des dels 22 mm fins als 32 mm per la qual cosa en cas d'haver de canviar és important tenir en compte aquesta dada amb exactitud. Les mides documentats són gairebé sempre un múltiple de 0,2 mm i solen ser: 22.0, 22.2, 23.4, 23.8, 24.0, 25.0, 25.4, 25.8, 26.0,  26.2  (comú a la  dècada dels 90), 26.4, 26.6, 26.8, 27.0,  27.2  (molt comú encara avui dia), 27.4, 27.8, 28.0, 28.6, 29.2, 29.4, 29.6, 29.8,  30.0   (comença a ser comú a la dècada del 2010), 30.4, 30.8, 30.9, 31.4, 31.6, 31.8, 32.0.

### Tiges de fibra de carboni
Reservant el seu ús més a les bicicletes de cursa que a les de muntanya, també podem trobar tiges de fibra de carboni que tot i ser més lleugeres, no se solen recomanar per a bicicleta de muntanya en ser més fàcils de trencar si són colpejades.